# Tigest Getent
Tigest Getent, född 7 juli 1997, är en friidrottare från Bahrain. Hon deltog vid olympiska sommarspelen 2016.